# Ellipsidion femoratum
Ellipsidion femoratum är en kackerlacksart som först beskrevs av Brunner von Wattenwyl 1865.  Ellipsidion femoratum ingår i släktet Ellipsidion och familjen småkackerlackor. Inga underarter finns listade i Catalogue of Life.